# Neighborhoods
Neighborhoods är det sjätte albumet från poppunktrion blink-182, som återförenades 2009. Skivan släpptes den 27 september 2011 och såldes den första veckan i 235 000 exemplar. I december 2012 har skivan sålts i 322 000 exemplar.

## Låtlista
1. "Ghost On The Dance Floor"
2. "Natives"
3. "Up All Night"
4. "After Midnight"
5. "Snake Charmer"
6. "Heart's All Gone Interlude"
7. "Heart's All Gone"
8. "Wishing Well"
9. "Kaleidoscope"
10. "This Is Home"
11. "MH 4.18.2011"
12. "Love Is Dangerous"
13. "Fighting The Gravity"
14. "Even If She Falls"